# Macenta (Präfektur)

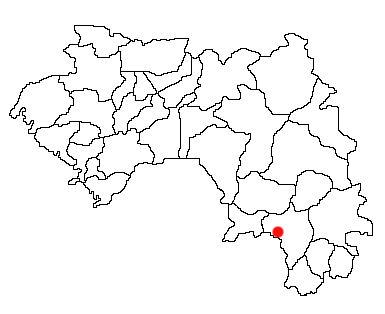
Lage von Stadt und Präfektur Macenta in Guinea

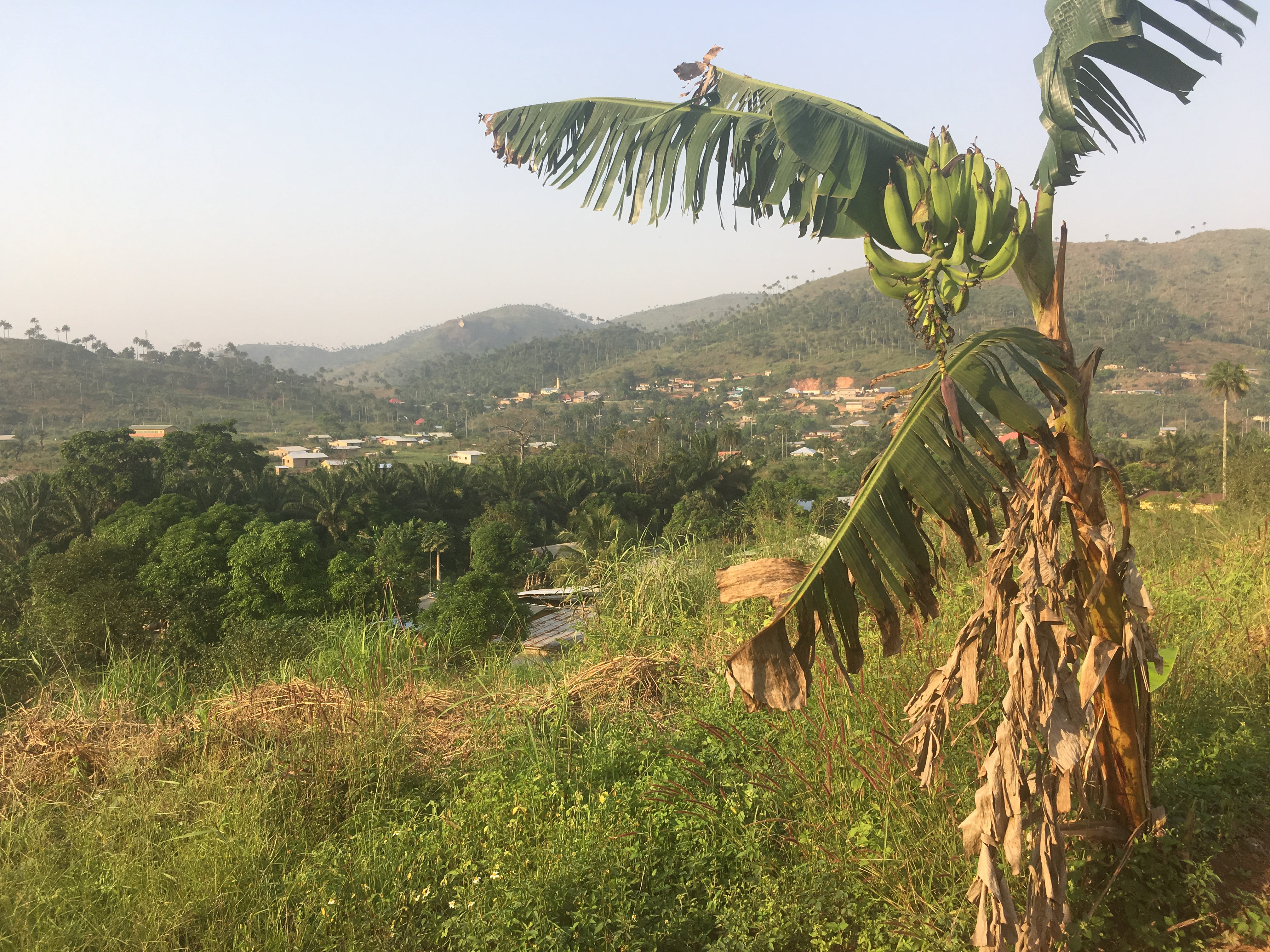
Landschaft am Stadtrand von Macenta

Macenta ist eine Präfektur in der Region Nzérékoré in Guinea mit etwa 298.000 Einwohnern. Wie alle guineischen Präfekturen ist sie nach ihrer Hauptstadt, Macenta, benannt.
Die Präfektur liegt im Südosten des Landes, an der Grenze zu Liberia, und umfasst eine Fläche von 8.710 km².